# Monaonidiella nivea
Monaonidiella nivea är en insektsart som först beskrevs av Fuller 1897.  Monaonidiella nivea ingår i släktet Monaonidiella och familjen pansarsköldlöss. Inga underarter finns listade i Catalogue of Life.